# Katarzyna Olgierdówna
Katarzyna (Wilheida) Olgierdówna (ur. między 1369 a 1374, zm. po 4 kwietnia 1422) – księżniczka litewska, księżna meklemburska z dynastii Giedyminowiczów.
Córka wielkiego księcia Litwy Olgierda i Julianny, księżniczki twerskiej. Siostra wielkiego księcia Litwy i króla Polski Władysława II Jagiełły. Od 1388 żona Jana II, księcia Meklemburgii. Z małżeństwa Katarzyny z księciem Janem pochodziło troje dzieci:
- Jan III, książę Meklemburgii-Stargard,
- Jadwiga, zakonnica,
- Agnieszka, żona księcia szczecińskiego Ottona II.